# Mellitidia cincta
Mellitidia cincta är en biart som först beskrevs av Smith 1859.  Mellitidia cincta ingår i släktet Mellitidia och familjen vägbin. Inga underarter finns listade i Catalogue of Life.